# 安赫尔·桑多瓦尔县
安赫爾·桑多瓦爾县（西班牙語：Provincia Ángel Sandóval），是玻利維亞的县份，位於該國東部，屬於聖克魯斯省的一部分，县府設於聖馬蒂亞斯，面積32,030平方公里，2001年人口13,073，人口密度每平方公里0.4人。